# Stör
Stör (lat. Sturia, pol. hist. Star) – rzeka o długości 87 km w Szlezwiku-Holsztynie w Niemczech, dopływ Łaby. Dolny bieg rzeki podlega działaniom pływów.

## Bieg rzeki
Źródło Stör znajduje się ok. 15 km na południowy wschód od Neumünster, przy Willingrade w powiecie Segeberg. Rzeka przepływa przez Neumünster, południową część powiatu Rendsburg-Eckernförde oraz powiat Steinburg, uchodząc do Łaby około 2,5 km na północny zachód od Glückstadt.
Od Itzehoe aż do ujścia rzeka jest żeglowna, przy czym żegluga profesjonalna stale traci na znaczeniu. 
Wybudowana w 1975 niedaleko ujścia rzeki zapora (niem. Störsperrwerk) chroni tereny nizinne wzdłuż brzegów przed cofkami sztormowymi. Bliskość Morza Północnego powoduje, że na większości długości rzeki obowiązuje prawo żeglugi morskiej. Pływy wpływają na wysokość lustra wody na przeszło połowie długości rzeki (od Kellinghusen do ujścia). Różnica pomiędzy średnim stanem wód przy zaporze podczas przypływu i odpływu wynosi około 2,75 m. Obszar dorzecza będący pod działaniem pływów wynosi około 1.160 km².

## Dopływy
Prawe dopływy: Schwale, Aalbek, Bünzau, Mühlenbarbeker Au (ujście poprzez śluzę), Rantzau, Bekau, Wilsterau.
Lewe dopływy: Brokstedter Au, Bramau, Hörnerau, Krempau.
Rzeka połączona jest poprzez dwie śluzy z kanałem Breitenburger Kanal.

## Klasyfikacja prawna
Stör, w skrócie "St", jest drogą wodną podlegającą jurysdykcji Wasser- und Schifffahrtsamt (pol. Urząd wód i żeglugi śródlądowej) w Hamburgu od km ;0,000 (punkt pomiarowy Rensing) do km 51,180 (wpływ do Łaby).
Stör na odcinku od źródła do Itzehoe (53 km biegu rzeki) nie jest sklasyfikowana jako śródlądowa droga wodna. Jej odcinek od Itzehoe do ujścia tworzy śródlądową drogę wodną klasy III. Stör, zgodnie z § 1b ust. 1 nr 6 niemieckiego prawa wodnego należy do jednostki obszaru rzecznego "Elbe" (Łaba).

## Galeria

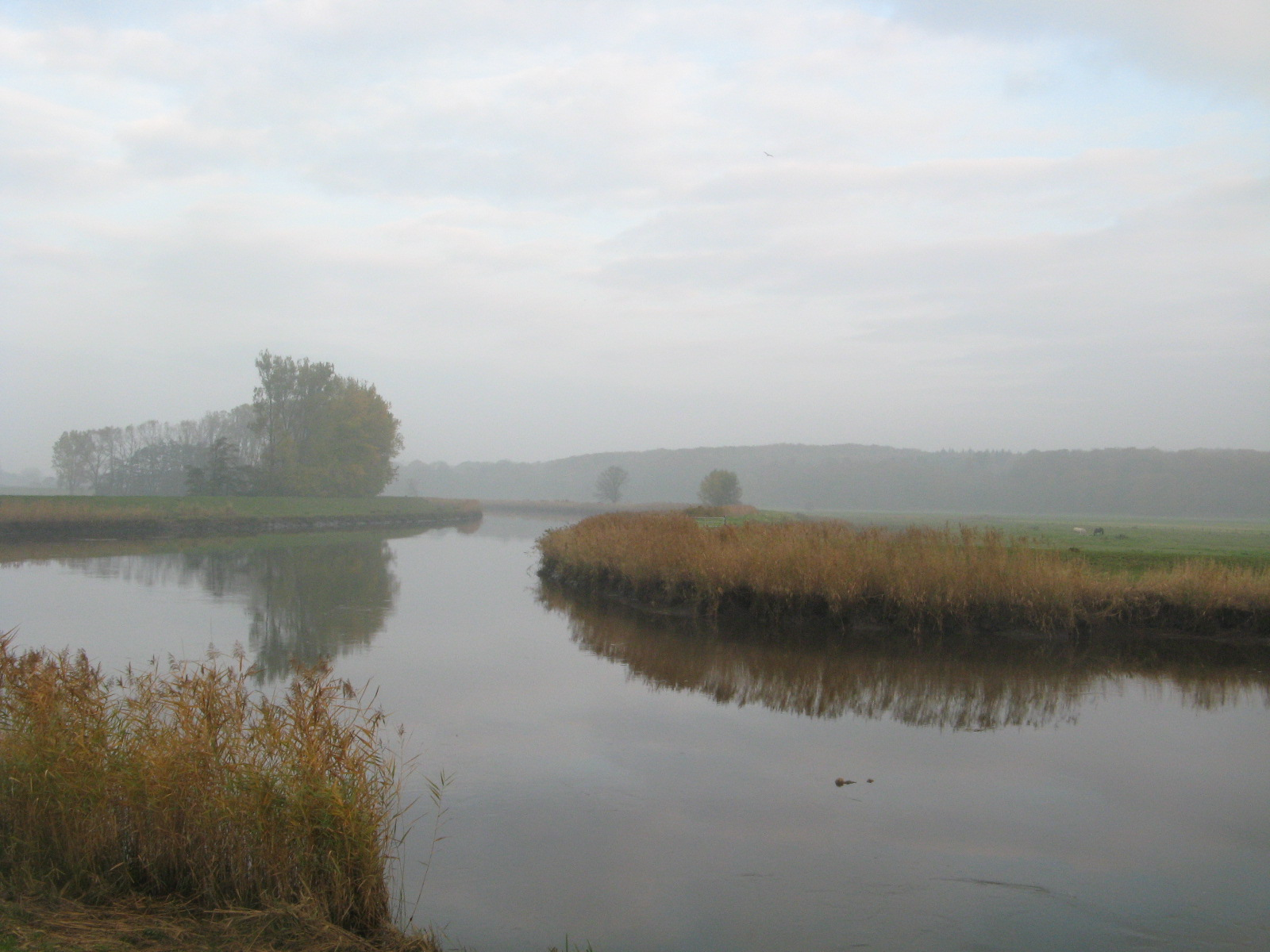
Zakola Stör przy Itzehoe
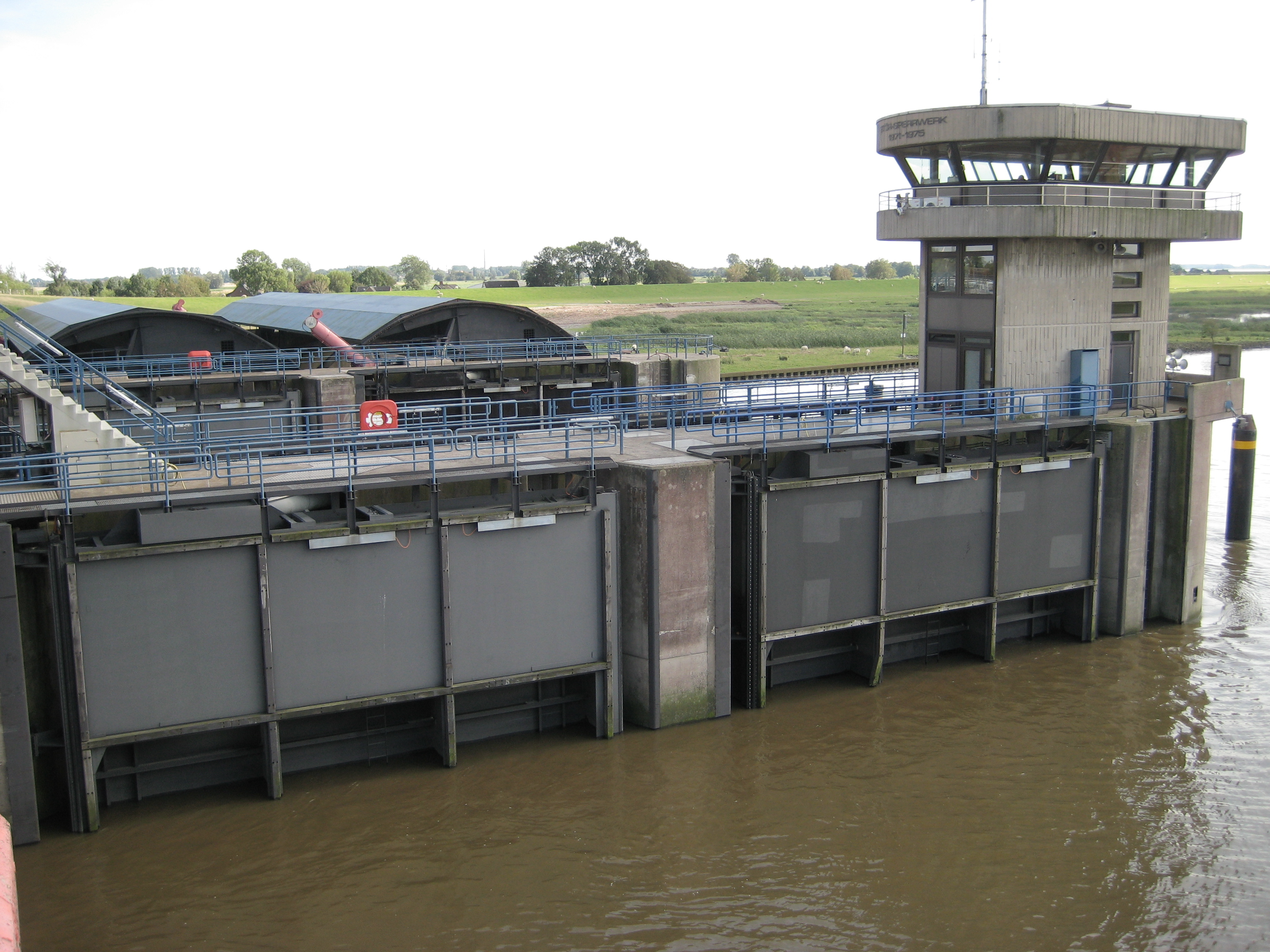
Zapora na Stör
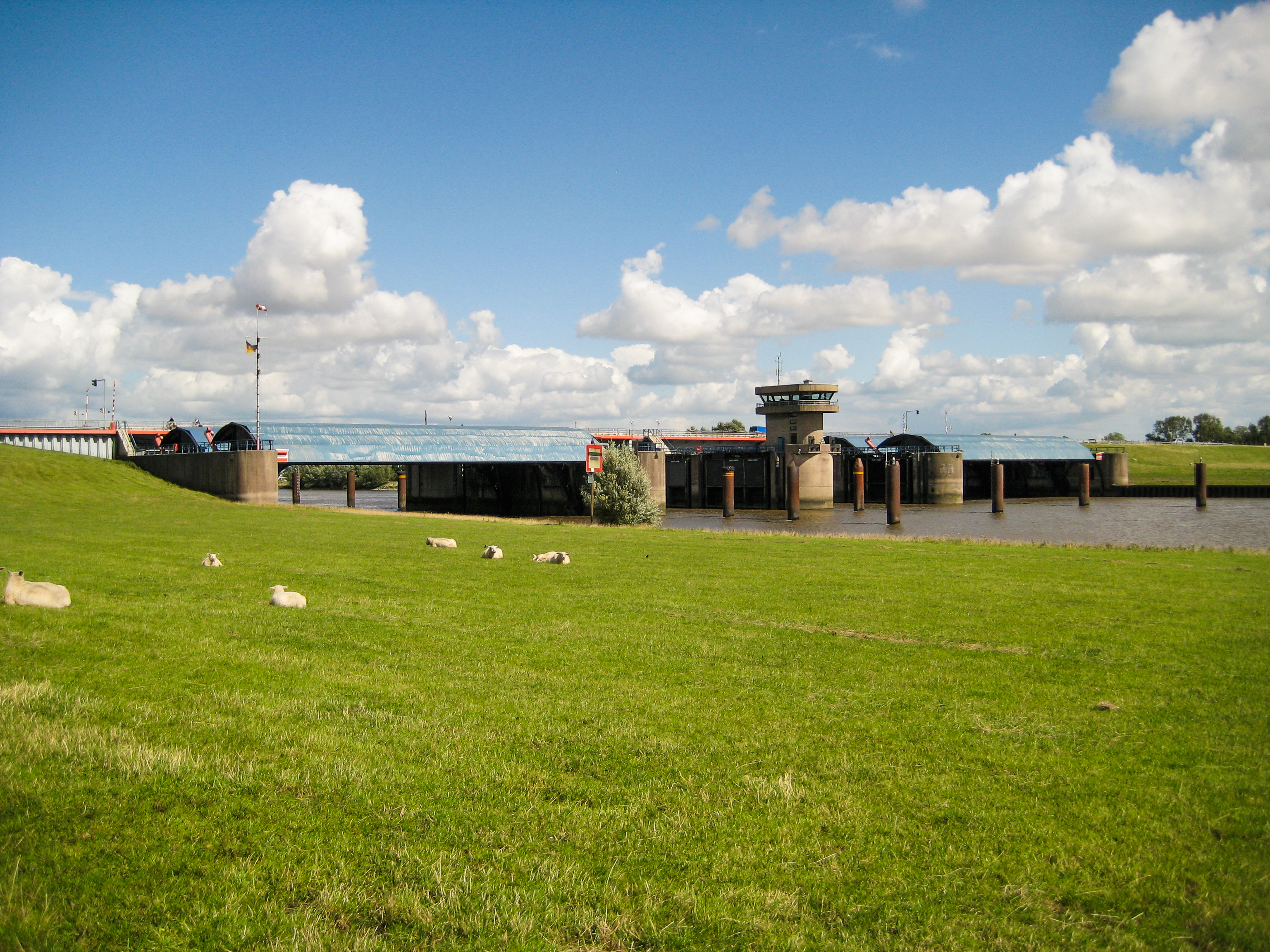
Zapora na Stör
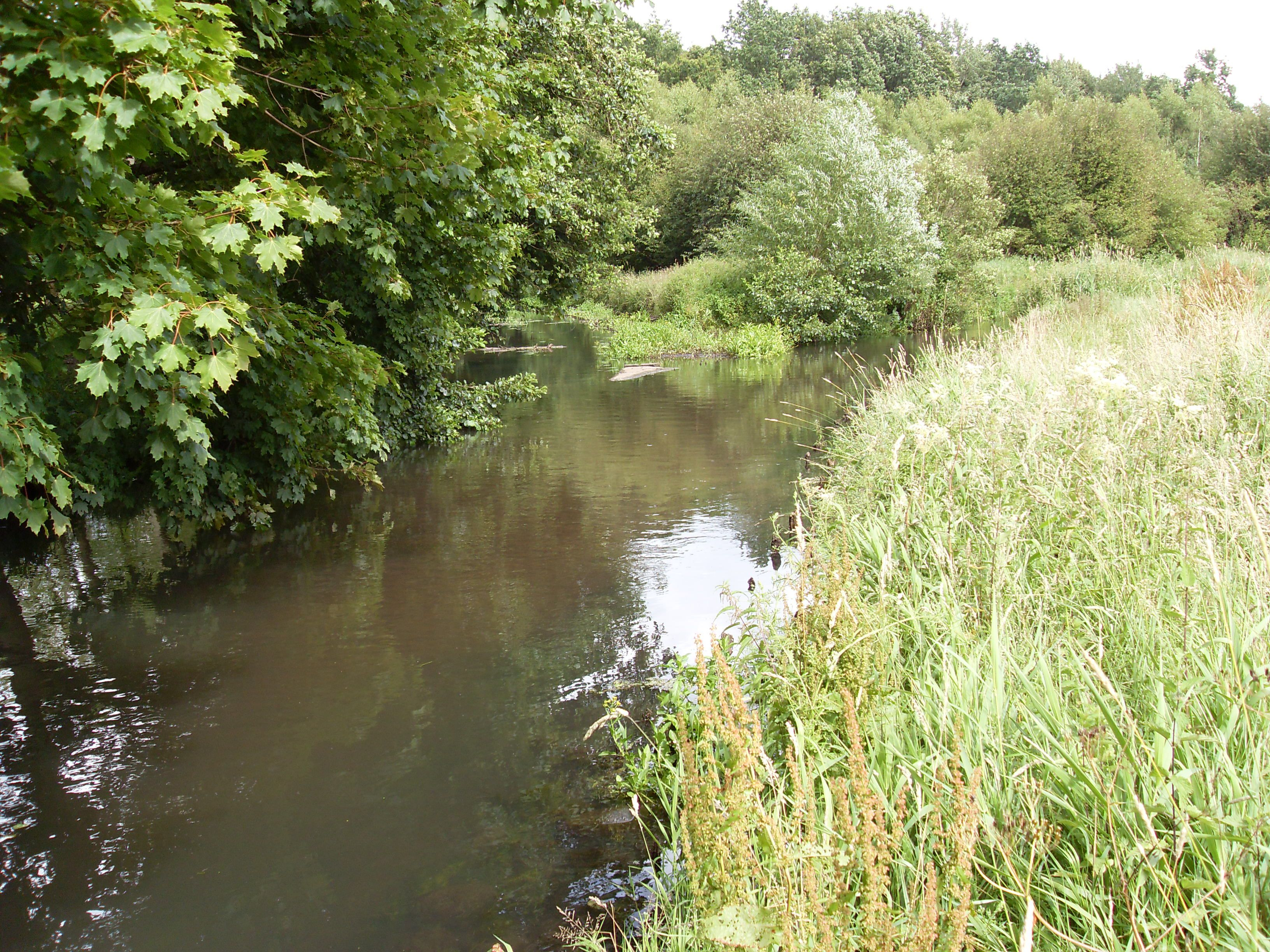
Ujście Schwale (po lewej) do Stör przy Neumünster